# Lola's Theme
Lola's Theme est une chanson du groupe britannique The Shapeshifters sortie le 12 juillet 2004. C'est le principal single de leur album Sound Advice (2004).
Le nom « Lola's Theme » était originellement un nom temporaire pour cette musique. Lola est le nom de la femme de Simon Marlin (un des deux chanteurs).